# Match de prestidigitation
Match de prestidigitation estrenada als Estats Units com A Wager Between Two Magicians, or Jealous of Myself, i al Regne Unit com A Juggling Contest Between Two Magicians, és un curtmetratge mut francès de 1904 dirigit pel pioner del cinema francès Georges Méliès.
La pel·lícula va ser una pel·lícula perduda fins a la redescoberta parcialment el 2016.

## Trama
Un mag actuant es divideix en dues persones. Després, els dobles es tornen fent trucs abans de tornar a fusionar-se en un sol home.

## Repartiment
El mateix Méliès interpreta el mag de la pel·lícula.

## Estrena i redescobriment
Match de prestidigitation Es va suposar que era perduda fins al 2016, quan es va descobrir una bobina que contenia els dos terços finals de la pel·lícula al Národní filmový archiv.